# Mariela Castro
Mariela Castro Espín (La Habana, 27 de julio de 1962) es una política y sexóloga cubana. Licenciada en la especialidad de pedagogía y psicología en el Instituto Superior de Ciencias Pedagógicas 'Enrique José Varona' de la capital cubana. Es la directora del Centro Nacional de Educación Sexual de Cuba (CENESEX) y de la revista Sexología y Sociedad, en La Habana.

## Biografía
Hija de Vilma Espín Guillois, quien fuera en su momento la presidenta de la Federación de Mujeres Cubanas y el ex presidente cubano Raúl Castro. Es hermana de Alejandro Castro que, además, fue asistente personal del jefe de Estado.
Cuando solo era una bebé, estalla la crisis de los misiles en Cuba  y se le confía a sus abuelos.
Casada primero con un guerrillero chileno que conoció en Nicaragua, Juan Gutiérrez Fischmann (desde entonces buscado por el asesinato de un senador del régimen de Pinochet y que aún viviría en Cuba), y que le dio una hija. Se le relacionó durante un tiempo con el locutor cubano José Luis Bergantiños López, famoso a finales de los 80 y principios de los 90 por hacer programas de música rock en habla inglesa y por su voz característica en "El programa de Ramón" del poeta Ramón Fernández -Larrea en Radio Ciudad de La Habana.
Ella está actualmente en una relación de pareja con Paolo Titolo, un fotógrafo italiano. También es madre de un niño y otra niña.
A principios de la década de 1980, quería ir a la guerra en Angola, donde miles de cubanos luchaban. Pero siendo madre con un niño pequeño, se vio obligada a quedarse en Cuba. Sin embargo, pudo ir a Nicaragua, donde tenía lugar otro conflicto y donde conoció a su primer marido.
Tras la muerte de su madre Vilma Espín en junio de 2007, pasó a fungir las funciones equivalentes a las de la primera dama de la República de Cuba, aunque no se utilizó el nombre de esa distinción, cargo que ostentó de facto hasta 2018, tras ser reemplazada por la esposa del nuevo presidente, Lis Cuesta Peraza.
Al ofrecer una cara aceptable de Cuba en el mundo, es criticada por los disidentes cubanos. Yoani Sánchez escribió así: Todavía no entiendo que aceptemos el derecho de todos a hacer el amor con el ser de su elección y que aún nos sometemos a la monogamia ideológica impuesta por el régimen, lamentando que sí lo haga. No está luchando por la libertad de expresión en Cuba. Mariela Castro refuta estas críticas y declara que el disidente es solo un mercenario de los Estados Unidos. El activista cubano por los derechos LGBTI Lázaro Mireles, que ahora tiene prohibido regresar a su país, que trabajó con ella, critica sus acciones y la llama "manipuladora".aunque muchos activistas que están fuera de Cuba como Jorge Manuel Gamboa Escobar quién actualmente reside en España ha expresado abiertamente que el (CENESEX) para el fue una guía en todo su proceso y en muestra de agradecimiento continua su lucha por la defensa del colectivo LGBTIQ+ de la isla.
El 13 de agosto de 2011 se celebró la primera boda no convencional cubana entre Wendy Irepa, una mujer trans operada en Cuba gracias al Centro Nacional de Educación Sexual (CENESEX) dirigido por Mariela Castro, e Ignacio Estrada, un homosexual seropositivo disidente. A pesar de que el matrimonio entre personas del mismo sexo en Cuba estaba prohibido en ese momento, la boda de Wendy e Ignacio fue posible porque, gracias al mencionado Centro, la identidad sexual en el documento de Wendy Irepa había sido cambiado de hombre a mujer. Irepa trabajó activamente en el CENESEX en estrecha colaboración con la hija del presidente cubano, pero abandonó la organización después de que Mariela Castro censurara su unión por tratarse de un disidente. Los novios hicieron coincidir simbólicamente la fecha de la boda con el cumpleaños de Fidel Castro y eligieron como padrinos a Yoani Sánchez y su marido. Al matrimonio estuvieron invitados las Damas de Blanco y numerosos disidentes, además de Mariela Castro, que no asistió.
En febrero de 2013 fue elegida diputada a la Asamblea Nacional del Poder Popular de Cuba. 
Activista por los derechos de los homosexuales y los derechos LGBT en Cuba, ha sido además promotora de la efectiva prevención del VIH/sida. Ha desarrollado importantes eventos de índole social para fomentar y difundir variados proyectos para la protección y el respeto a minorías sexuales en la isla. Es una de las figuras claves en la política desarrollada en el CENESEX por proteger e incorporar de manera plena a la sociedad a las personas transexuales. También se ha manifestado a favor de los derechos de la mujer a decidir abortar.
Mariela ha manifestado en diversas entrevistas su total adhesión al Gobierno cubano, además de considerar públicamente que lo más conveniente para Cuba es el partido único. El 13 de agosto de 2013 fue declarada visitante ilustre de Montevideo, Uruguay.
En julio de 2014 varios medios informaron erróneamente, basándose en información oficial del Aeropuerto de Uagadugú, que Mariela Castro estaba a bordo del vuelo 5017 de Air Algérie siniestrado en el desierto del Sahel, al norte de Malí. La noticia resultó desmentida por la propia Mariela Castro a los pocos minutos a través de una entrevista en Telesur.

## Filmografía
- Mariela Castro's March: Cuba's LGBT Revolution (2016)